# Список епізодів телесеріалу «Якось у казці»
Список епізодів американського серіалу «Якось у казці» в жанрі фентезі, прем'єра якого відбулася 23 жовтня 2011 року на телеканалі ABC.
Сюжет розгортається в двох світах - сучасному, в нашому світі, і в казковому, де існують всі відомі нам казкові персонажі.
Головна героїня - 28-річна Емма Свон (Дженніфер Моррісон) - сирота, батьки кинули її ще немовлям. Але її життя сильно змінюється, в той момент, коли її син Генрі (Джаред Гілмор), від якого вона відмовилася 10 років тому, знаходить Емму. Він каже, що Емма є дочкою Прекрасного Принца (Джошуа Даллас) і Білосніжки (Джінніфер Ґудвін). Зрозуміло, у Генрі немає жодних сумнівів у своїй правоті. Він розповідає Еммі, що згідно з його Книгою Казок, батьки відправили Емму в цей світ, щоб захистити від Прокляття Злої королеви (Лана Паррія), яка в цьому світі є прийомною матір'ю Генрі. Прокляття і всіх жителів Зачарованого Лісу в наш світ, в місто Сторібрук, і змусило час в місті зупинитися назавжди... 
Через деякий час, Емма прив'язується до Генрі і до дивного міста, жителі якого просто «не пам'ятають», ким вони були в минулому. Однак, варто тільки простягнути руку-і казка оживе. Щоб здобути перемоги в битві за майбутнє двох світів починається, Еммі доведеться навчиться вірити...

## Огляд сезонів
| Сезон | Сезон | Епізоди | Епізоди         | Оригінальна дата виходу | Оригінальна дата виходу | Рейтинг Нільсена   | Рейтинг Нільсена | Рейтинг Нільсена     | Рейтинг Нільсена |
| Сезон | Сезон | Епізоди | Епізоди         | Прем'єра сезону         | Фінал сезона            | Глядачі (мільйони) | Ранк             | 18–49 (рейтинг/доля) | Ранк 18–49       |
| ----- | ----- | ------- | --------------- | ----------------------- | ----------------------- | ------------------ | ---------------- | -------------------- | ---------------- |
| 1     | 22    | 22      | 23 жовтня 2011  | 13 травня 2012          | 11,71                   | 28                 | 4,1/10           | 18                   |                  |
| 2     | 22    | 22      | 30 вересня 2012 | 12 травня 2013          | 10,24                   | 35                 | 3,6/9            | 18                   |                  |
| 3     | 22    | 22      | 29 вересня 2013 | 11 травня 2014          | 9,38                    | 35                 | 3,3/8            | 12                   |                  |
| 4     | 22    | 22      | 28 вересня 2014 | 10 травня 2015          | 8,98                    | 50                 | 3,2/7            | 17                   |                  |
| 5     | 23    | 23      | 27 вересня 2015 | 15 травня 2016          | 6,32                    | 69                 | 2,2              | 34                   |                  |
| 6     | 22    | 22      | 25 вересня 2016 | 2017                    |                         |                    |                  |                      |                  |